# 李民質
李民質（1549年—？），字元素，號從野，直隸大名府東明縣人，軍籍，明朝政治人物。

## 生平
萬曆元年（1573年）癸酉科順天府鄉試第二十六名，萬曆十一年（1583年）癸未科會試第三百三十一名，登二甲第四十六名進士。都察院觀政，次年授工部主事，十六年升员外郎，十七年升郎中，管河，二十一年升陕西副使，二十四年升河南参政，二十七年升湖广按察使，本年調河南按察使，二十八年升右布政使，二十九年考察降用。

## 家族
曾祖李鐸；祖父李厚；父李璇。母簡氏。